# くまもと阿蘇カントリークラブ
くまもと阿蘇カントリークラブ（くまもとあそカントリークラブ）は、熊本県阿蘇郡南阿蘇村にあるゴルフ場である。

## 概要
1930年（昭和5年）、九州にはゴルフ場が雲仙、福岡、長崎、別府に開場していたが、熊本にはなく雲仙や福岡は遠すぎるとの声が高まっていた。阿蘇の新たなゴルフ場の建設用地は、阿蘇の黒石原の元農場跡を借地し、名誉会長は細川護立、コース設計を赤星四郎に依頼した。1931年（昭和6年）7月、「黒石原ゴルフ倶楽部」9ホールのコースが開場された。
1937年（昭和12年）、日中戦争が勃発し、黒石原の草原は陸軍の演習場になった。1944年（昭和19年）、逓信省の飛行場になり、黒石原ゴルフ倶楽部は解散になった。1951年（昭和26年）、熊本県が阿蘇観光開発目的にゴルフ場を計画したが実現しなかった、ゴルフ場用地は現在のくまもと阿蘇カントリークラブと同一の「湯の谷」場所だった。
当時、「湯の谷」には、米軍のゴルフコースがあり、隣接する放牧場とを一緒にしたコース造りを目指し、1951年（昭和26年）10月、「熊本ゴルフ倶楽部」を結成した。9ホールを計画、コース設計を保田与天に依頼、野芝だけのコースだった。1952年（昭和27年）9月23日、9ホールを増設、コース設計を井上誠一に依頼し、18ホール規模のゴルフ場が完成、開場された。
2009年（平成21年）2月、 株式会社熊本カンツリー倶楽部は、「熊本ゴルフ倶楽部」を、競争激化による入場者数と売上高の低迷により、「株式会社くまもとゴルフ倶楽部」への譲渡を決定した。同年4月1日、ゴルフ場名を「くまもと阿蘇カントリークラブ・湯の谷コース」に名称変更した。

## 所在地
〒869-1404 熊本県阿蘇郡南阿蘇村河陽町5992-2

## コース情報
- 開場日 - 1952年9月23日
- 設計者 - 井上 誠一
- 面積 - 800,000m2（約24.2万坪）
- コースタイプ - 丘陵コース
- コース - 18ホールズ、パー70、5,867ヤード
- フェアウェー - コウライ
- ラフ - ノシバ
- グリーン - 2グリーン、ベント
- ハザード - バンカーの52、池が絡むホール5
- プレースタイル - 全組セルフプレー
- 練習場 - 10打席100ヤード
- 休場日 - 毎週月曜日（完全セルフ営業）[3]

## クラブ情報
- ハウス面積 - 1,679m2（約507.8坪）
- ハウス設計 - 入江三宅設計事務所
- ハウス施工 - 増永組[3]

## ギャラリー
- コース - 「くまもと阿蘇カントリークラブ」、コースガイド、2021年3月10日閲覧
- ハウス - 「くまもと阿蘇カントリークラブ」、施設案内、2021年3月10日閲覧

## 交通アクセス
- 鉄道 - JR豊肥本線 - 赤水駅より タクシー利用約10分
- 道路 - 九州自動車道 - 熊本ICより 約40分[4]

## エピソード
- 設計した井上誠一は、グリーンを高麗芝に張り替え、自然の地形を削ろうとしない手法は今も「馬の背」のあだ名を持つ3番ホールにような、古典性の強い難ホールを残している[5]。
- 3番ホール、578ヤード、パー5は、「馬の背」の愛称がある名物ホールで、スライスを打つと球は急斜面を転げ落ちてしまう、飛距離と方向性が求めっれる難ホールである[5]。
- 昔は、阿蘇は赤牛で名高い、放牧地に囲まれたコースには牛が侵入し、牛糞のローカルルールがあったという[5]。

## 関連文献
- 『ゴルフ博物誌』、「放牧の牛も寝そべる＜熊本ゴルフ倶楽部」、荒垣秀雄著、東京 実業之日本社、1968年、2021年3月10日閲覧
- 『月刊ゴルフマネジメント』、「ゴルフ倶楽部を考える(164)熊本ゴルフ倶楽部の創設」、井上勝純、東京 一季出版、1999年12月、2021年3月10日閲覧
- 『月刊ゴルフマネジメント』、「ゴルフ倶楽部を考える(165回)熊本ゴルフ倶楽部湯の谷コースの発展」、井上勝純、東京 一季出版、2000年1月、2021年3月10日閲覧
- 『ゴルフ場ガイド 西版』、2006-2007、「くまもと阿蘇カントリークラブ」、東京 ゴルフダイジェスト社、2006年5月、2021年3月10日閲覧
- 『美しい日本のゴルフコース BEAUTIFUL GOLF CULTURE IN JAPAN 日本のゴルフ110年記念 ゴルフは日本の新しい伝統文化である』、ゴルフダイジェスト社「美しい日本のゴルフコース」編纂委員会編、「コース周辺に放牧された牛馬150頭の糞を取り除くのが朝の日課だった」、東京 ゴルフダイジェスト社、2013年12月、2021年3月10日閲覧